# Serrotibia cucujiformis
Serrotibia cucujiformis is een keversoort uit de familie platsnuitkevers (Salpingidae). De wetenschappelijke naam van de soort werd in 1877 gepubliceerd door Edmund Reitter.